# Martin Meyer
Martin Meyer (ur. 10 czerwca 1972 w Grabs), polityk, minister spraw wewnętrznych Liechtensteinu w latach 2005-2009, wicepremier i minister spraw gospodarczych od 25 marca 2009 do 27 marca 2013.

## Życiorys
Martin Meyer w 1996 ukończył administrację na Uniwersytecie w Bernie. W latach 1996–1999 doktoryzował się z ekonomii na tej uczelni. 
Od 1999 do 2000 pracował w Verwaltungs und Privat Bank AG w Vaduz, a przez kolejny rok jako konsultant w firmie RBC Group w Sankt Gallen. Od 2001 do 2003 był urzędnikiem w Ministerstwie Spraw Wewnętrznych, Spraw Gospodarczych i Telekomunikacji. W latach 2003–2004 pełnił funkcję tymczasowego szefa policji. W latach 2004–2005 był dyrektorem Jednostki Spraw Ekonomicznych w rządzie Księstwa Liechtensteinu.
W 2005 Meyer został członkiem prezydium Postępowej Partii Obywatelskiej (FBP). Od 21 kwietnia 2005 do 25 marca 2009 zajmował stanowisko ministra spraw wewnętrznych, zdrowia, transportu i telekomunikacji w gabinecie premiera Otmara Haslera. 25 marca 2009 objął stanowisko wicepremiera i ministra spraw gospodarczych, robót publicznych i transportu w rządzie premiera Klausa Tschütschera, które zajmował do 27 marca 2013.
Martin Meyer jest żonaty, ma dwoje dzieci.